# Бельжантье
Бельжантье (фр. Belgentier) — коммуна на юго-востоке Франции в регионе Прованс — Альпы — Лазурный берег, департамент Вар, округ Тулон, кантон Сольес-Пон.
Площадь коммуны — 13,38 км², население — 2180 человек (2006) с выраженной тенденцией к росту: 2421 человек (2012), плотность населения — 181,0 чел/км².

## Географическое положение
Город Бельжантье находится на юге Франции, на её средиземноморском побережье, в департаменте Вар региона Прованс — Альпы — Лазурный Берег. Эта коммуна расположилась в холмистой, покрытой густой растительностью местности, в верхней части долины реки Гапо, в 30 километрах севернее Тулона. В её восточной части находится гористый массив Морьер (массив Сиу-Блан), изрезанный ущельями.

## История
Городок впервые письменно упоминается в XI веке (1066 год) под названиями Belcenceig и Belgenciaco, и в прошлом принадлежал графам Марселя, а затем — аббатству Сен-Виктор. В сентябре 1651 года, при наводнении, возникшем при разливе реки Гапо, в Бельжантье погибли 84 человека.

## Население
Население коммуны в 2011 году составляло 2438 человек, а в 2012 году — 2421 человек.
| 1962 | 1968 | 1975 | 1982 | 1990 | 1999 | 2006 | 2011 | 2012 |
| ---- | ---- | ---- | ---- | ---- | ---- | ---- | ---- | ---- |
| 582  | 561  | 690  | 984  | 1442 | 1724 | 2180 | 2438 | 2421 |

Динамика населения:

## Экономика
В 2010 году из 1585 человек трудоспособного возраста (от 15 до 64 лет) 1168 были экономически активными, 417 — неактивными (показатель активности 73,7 %, в 1999 году — 66,4 %). Из 1168 активных трудоспособных жителей работали 1 046 человек (544 мужчины и 502 женщины), 122 числились безработными (59 мужчин и 63 женщины). Среди 417 трудоспособных неактивных граждан 100 были учениками либо студентами, 179 — пенсионерами, а ещё 138 — были неактивны в силу других причин.
На протяжении 2010 года в коммуне числилось 914 облагаемых налогом домохозяйств, в которых проживало 2304,5 человека. При этом медиана доходов составила 21 019 евро на одного налогоплательщика.

## Города-партнёры
- Гешвенда